# Rio Meia Ponte
Rio Meia Ponte är ett vattendrag i Brasilien.   Det ligger i delstaten Goiás, i den sydöstra delen av landet, 400 km sydväst om huvudstaden Brasília.
Trakten runt Rio Meia Ponte består till största delen av jordbruksmark. Runt Rio Meia Ponte är det ganska glesbefolkat, med 22 invånare per kvadratkilometer.